# Национальный день Катара
Национальный день Катара — национальный праздник, отмечающий объединение и обретение независимости Катаром 18 декабря ежегодно. Праздничный день был установлен декретом Эмира Катара и его наследника от 21 июня 2007 года.
В Катаре день 18 декабря 1878 года считается днём основания государства Катар. В 1867 году военные силы Аль Халифы, правителей Бахрейна начали успешные действия против катарских повстанцев, предприняв морскую атаку на город Эль-Вакру. Однако агрессивные действия бахрейнцев являлись нарушением Англо-бахрейнского договора 1820 года. В результате последовавшей дипломатической реакции Англии на эти события стало создание государства Катар 18 декабря 1878 года. Некоторые катарские националисты называют эти события Катарской первой войной за независимость. Через 15 лет в марте 1893 года в битве при Ваджбахе (12 км к западу от Дохи) шейх Джасим бин Мухаммад ат-Тани нанёс поражение туркам и подписал договор, который станет основой для создания отдельного катарского государства впоследствии. Некоторые катарские националисты называют эти события Катарской второй войной за независимость.